# Église Sainte-Colombe de Sainte-Colombe-de-Duras
Pour les articles homonymes, voir Église Sainte-Colombe de Sainte-Colombe.
L'église Sainte-Colombe est une église catholique située dans la commune de Sainte-Colombe-de-Duras, dans le département de Lot-et-Garonne, en France.

## Localisation
L'église se trouve au cœur du village, à proximité de la route départementale D411.

## Historique
Construit à l'origine au XIIe siècle et réaménagé aux XVIe et XIXe siècles, l'édifice est inscrit au titre des monuments historiques par arrêté du  9 février 2009 après l'avoir été pour son seul portail en janvier 1926.

## Description
L'église est un édifice roman, normalement orientée, avec un clocher-mur à l'ouest, et un chevet semi-circulaire.
Le portail est au sud de la nef, dans un massif saillant. Le portail a deux rouleaux en plein cintre sur des colonnettes caractéristiques du XIIe siècle. Le tympan appareillé est échancré par deux ouvertures en demi cercle séparées par une clé pendante ornée d'une torsade.
La voûte en cul-de-four du chœur et la charpente romane ont disparu et ont été refaites. Le mur du chœur est rythmé par des arcatures. La charpente de la nef a été refaite au XVIe siècle.

## Galerie

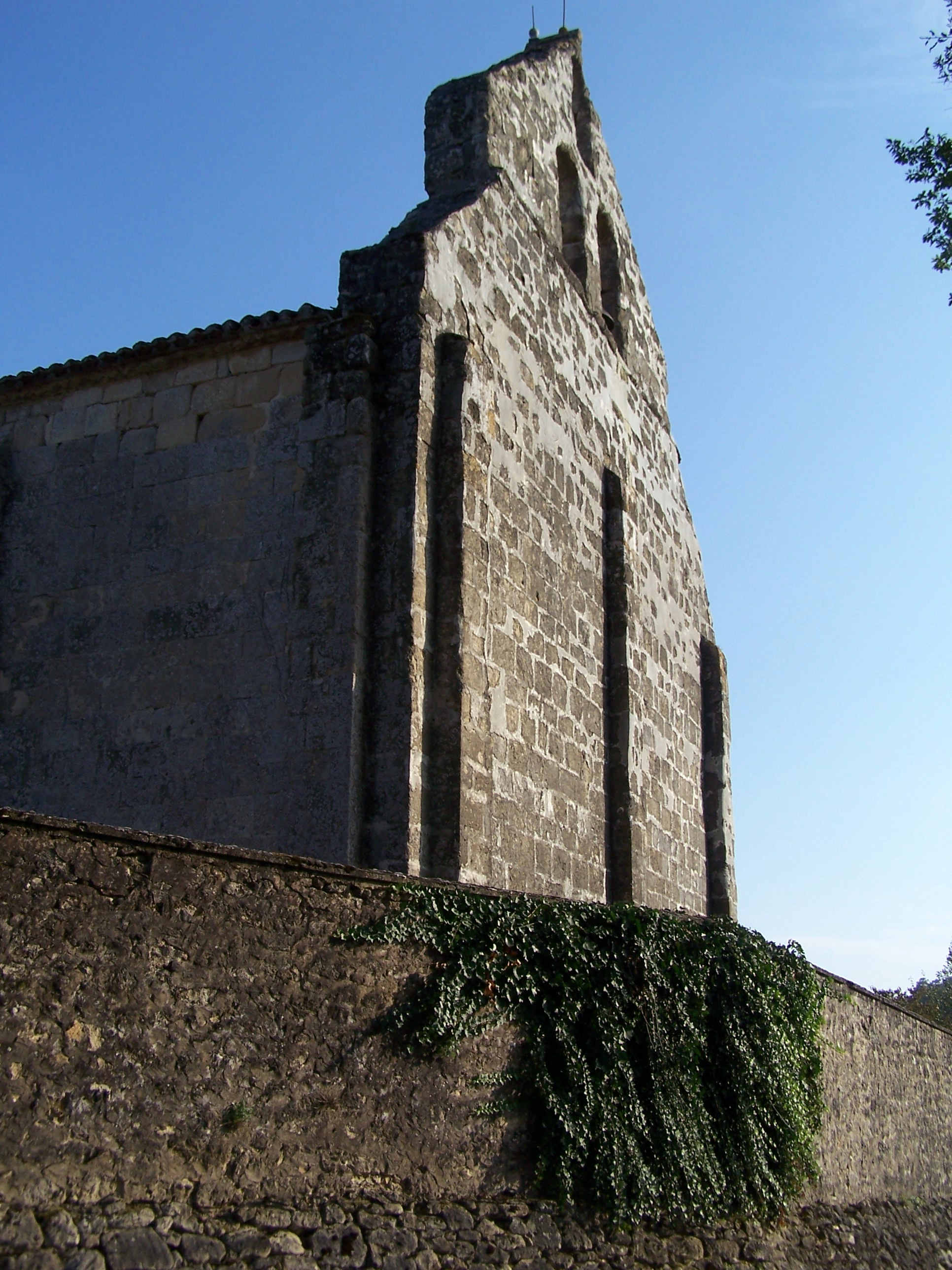
Façade ouest (sept. 2012)
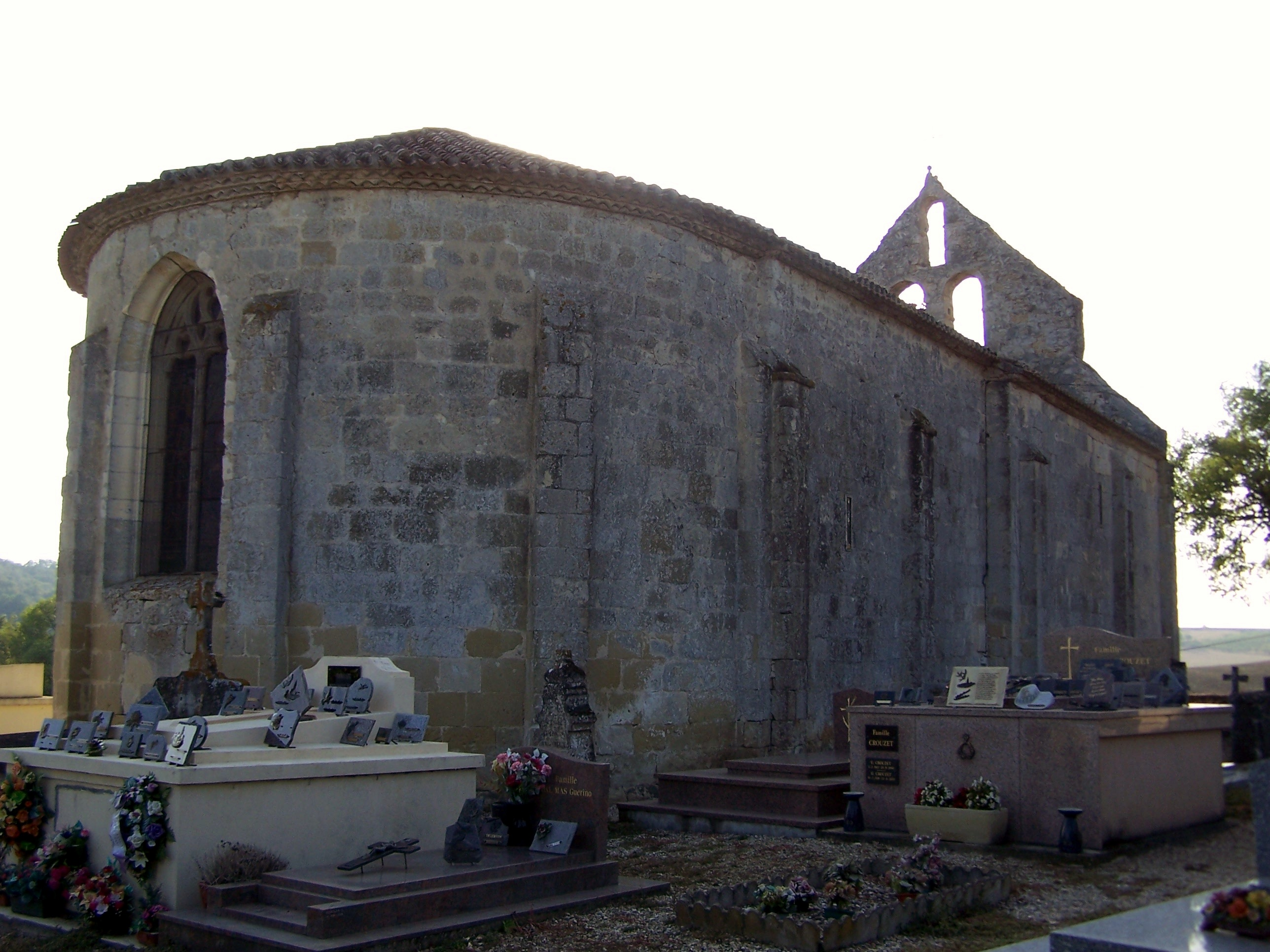
Façade nord et chevet (sept. 2012)
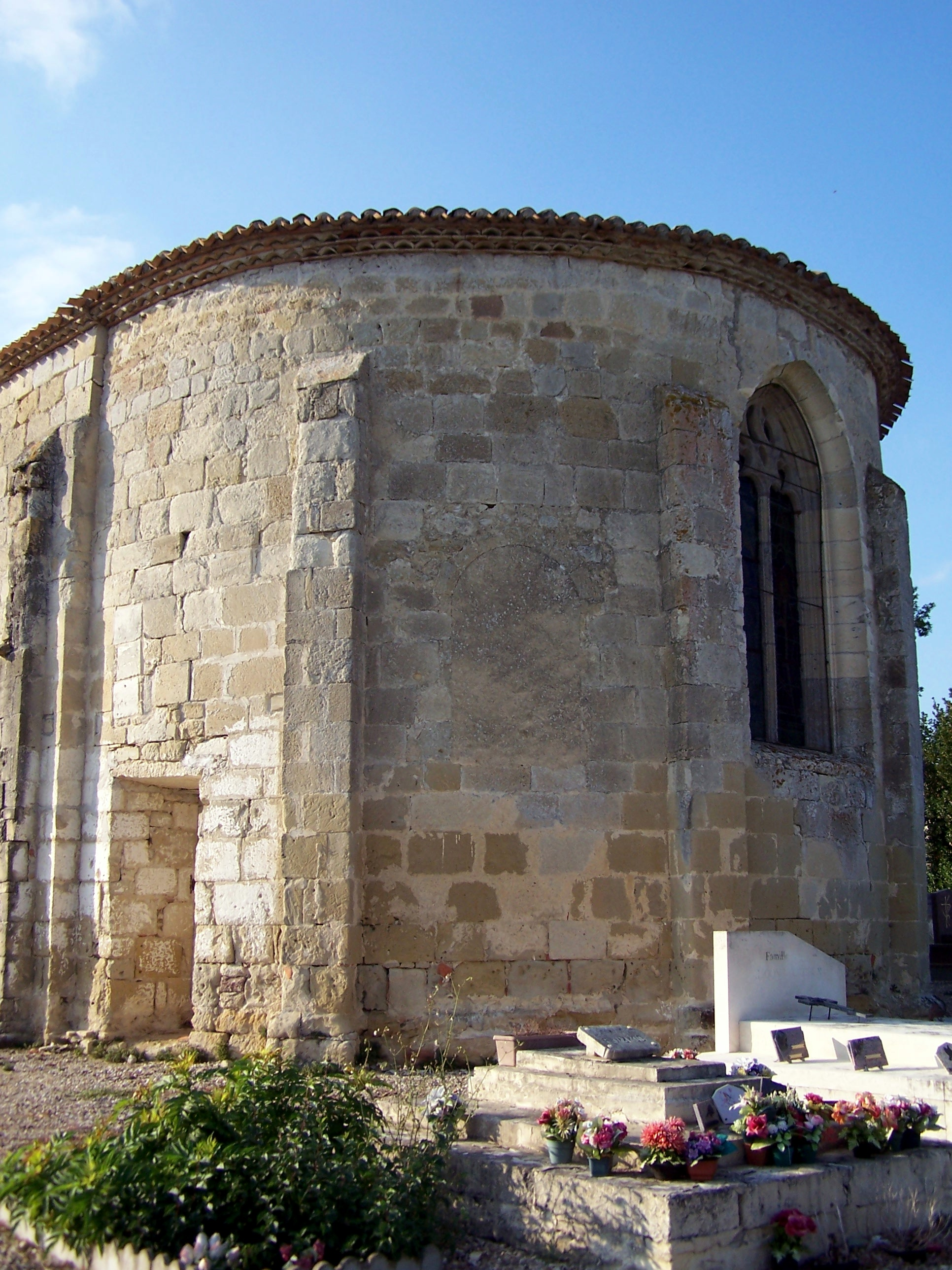
Le chevet, vue sud-ouest (sept. 2012)
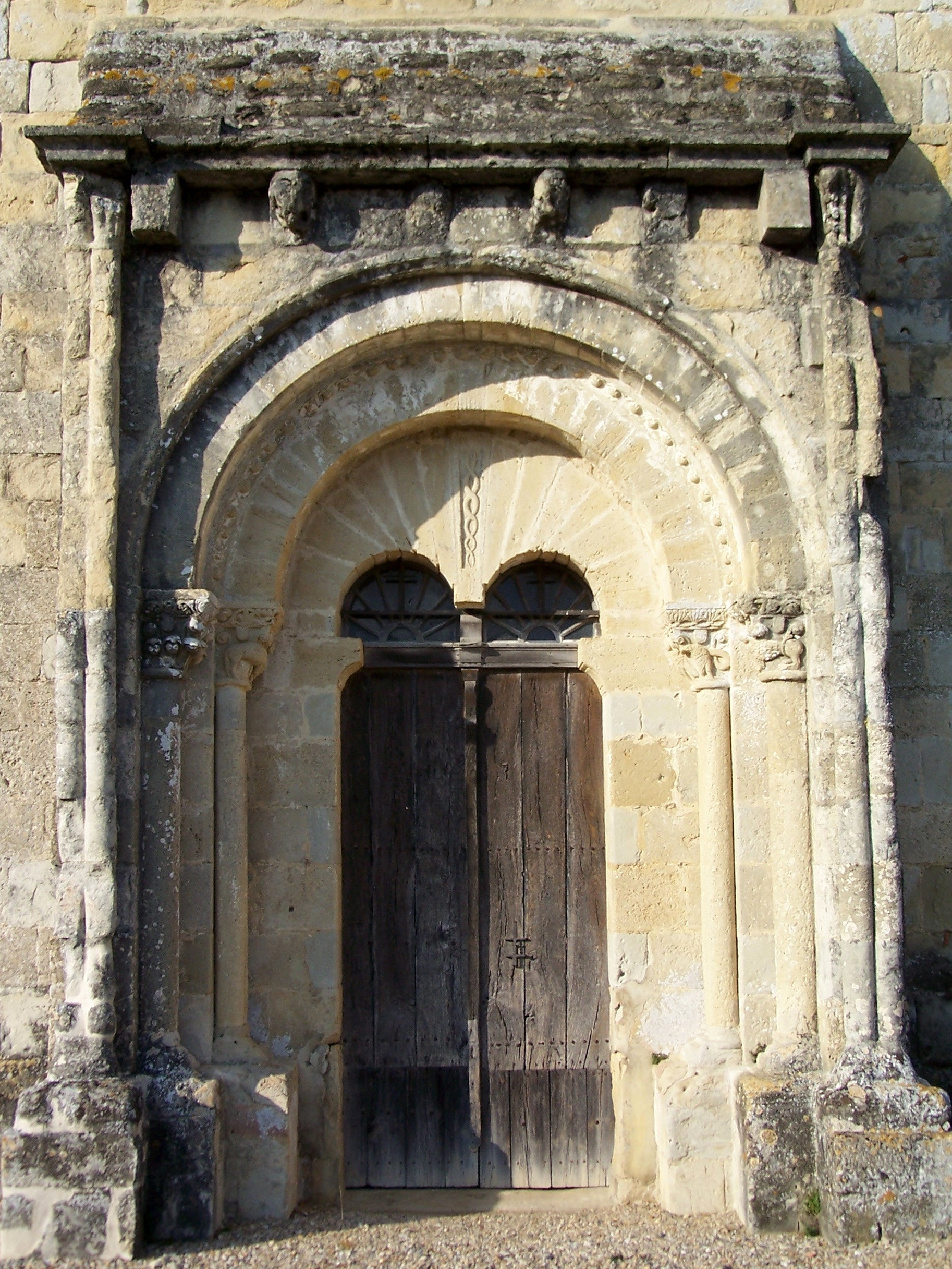
Le portail (sept. 2012)
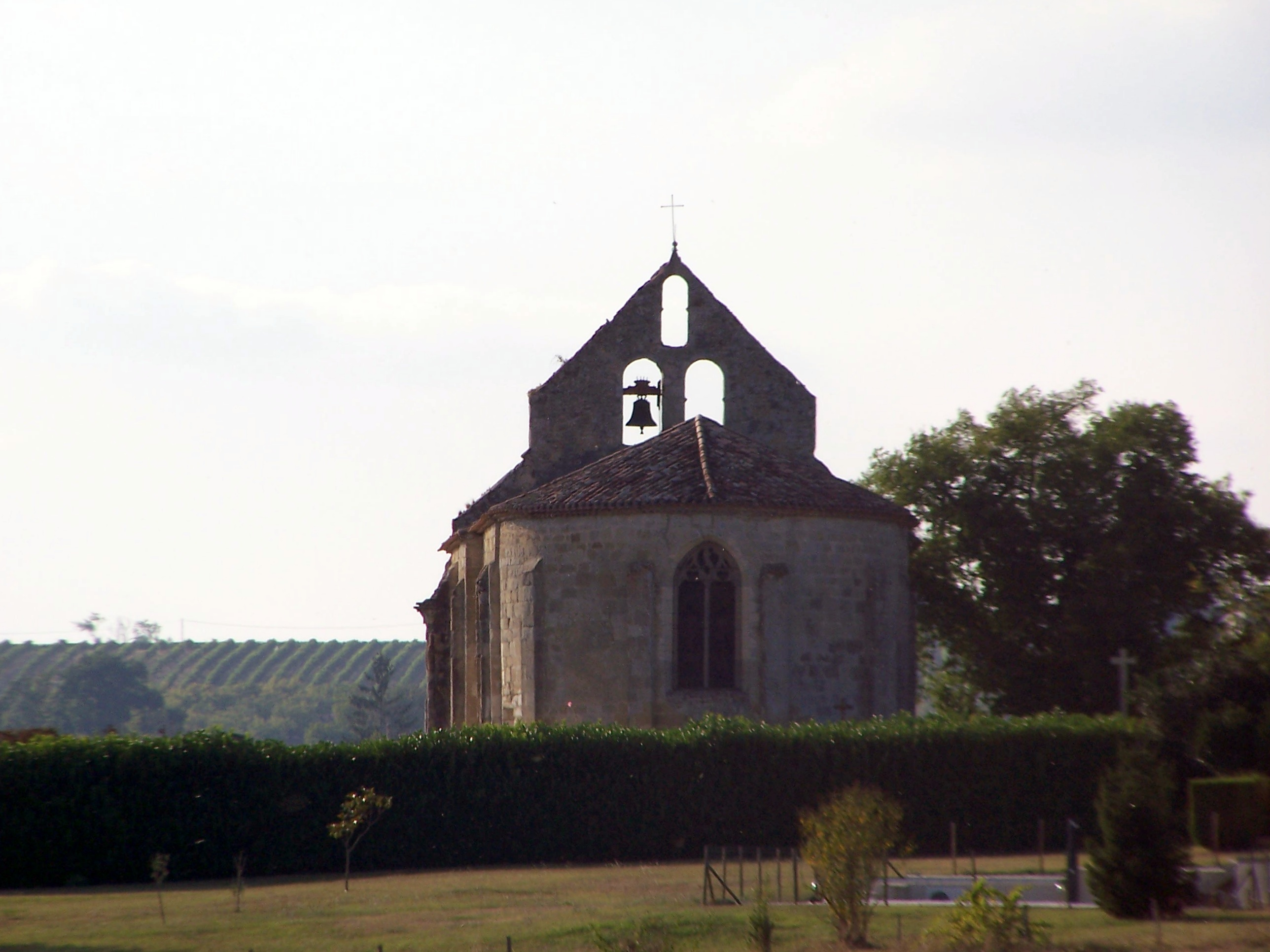
Vue éloignée de l'est (sept. 2012)